# Jean-François Quint
 (septembre 2012).
Si vous disposez d'ouvrages ou d'articles de référence ou si vous connaissez des sites web de qualité traitant du thème abordé ici, merci de compléter l'article en donnant les références utiles à sa vérifiabilité et en les liant à la section « Notes et références ».
Jean-François Quint est un mathématicien français. Il a remporté le Clay Research Award en 2011 avec Yves Benoist.

## Biographie
Ancien élève de l'École Normale supérieure de Lyon, il est Directeur de recherche CNRS à l'Université de Bordeaux I.
Il était dans le laboratoire d'analyse, la géométrie et Applications (LAGA) à l'Institut Galilée de l'Université de Paris. Il est actif depuis 2012 à l'Université de Bordeaux. Il a remporté le Prix de recherche Clay en 2011, l'un des prix les plus populaires récompensant les mathématiciens par leur réussite dans la recherche mathématique qui est donnée par le Clay Mathematics Institute d'Oxford.
Jean-François Quint fit aussi 6 vidéos en 6 parties. Il y présente ses résultats obtenus en collaboration avec Yves Benoist. Il démontre que, pour certaines actions de groupes sur des espaces homogènes, les adhérences d'orbites sont toutes des sous-variétés. Cet énoncé fit suite à de célèbres travaux de Furstenberg, Ratner, Margulis, Dani, Lindenstrauss, Katok, Einsiedler, et ne nombreux autres encore qui obtiennent des résultats proches, pour des actions de groupes différents. L'idée nouvelle qu'ils ont introduite, consiste à montrer que, sous leurs hypothèses, l'adhérence de l'orbite d'un point peut s'obtenir en tirant au hasard les éléments du groupe qu'on lui applique successivement. Leur résultat découle alors des propriétés de la chaine de Markov ainsi construite, pour la description de laquelle ils utiliseront la théorie des produits de matrices aléatoires. Pour voir cette théorie veuillez consultez ses 6 vidéos sur YouTube.
Ses travaux sont aussi consultables en français et anglais sur son site sous forme de pdf.
On y trouvera ses notes de cours:
- An overview of Patterson-Sullivan theory
- Examples of unique ergodicity of algebraic flows
- Croissance des groupes d'isométries des espaces symétriques
- Systèmes dynamiques dans les espaces homogènes
- An introduction to the study of dynamical systems on homogeneous spaces
- An introduction to random walks on groups

Mais aussi des publications et prépublications dont la plupart seront en collaboration avec Yves Benoist:
- Stationary measures and invariant subsets of homogeneous spaces (III)
- Lattices in S-adic Lie groups -Random walks on projective spaces
- Central limit theorem for linear groups
- Central limit theorem for hyperbolic groups
- Random walks on reductive groups
- On the regularity of stationary measures

Sources:
- Traduit à partir de: http://www.edubilla.com/award/clay-research-award/jean-francois-quint/
- http://www.math.u-bordeaux1.fr/~jquint/
- https://www.youtube.com/playlist?list=PLx5f8IelFRgEjkD-HlpNcVna9YUD6Uf0K